# Списък на политическите партии в Украйна
Украйна има многопартийна система.

## Парламентарно представени партии
| Партия/коалиция                                            | Места в парламента (2012) | Идеология           |
| ---------------------------------------------------------- | ------------------------- | ------------------- |
| Партия на регионите                                        | 187                       | Регионализъм        |
| Всеукраинско обединение „Отечество“                        | 103                       | Либерализъм         |
| Украински демократичен алианс за реформи на Виталий Кличко | 40                        | Либерализъм         |
| Всеукраинско обединение „Свобода“                          | 37                        | Национализъм        |
| Комунистическа партия на Украйна                           | 32                        | Комунизъм           |
| Единен център                                              | 3                         |                     |
| Народна партия                                             | 2                         | Аграризъм           |
| Радикална партия на Олег Ляшко                             | 1                         |                     |
| Партия „Съюз“                                              | 1                         | Малцинствена партия |
| независими                                                 | 44                        |                     |

## Други партии
- Блок Наша Украйна - Народна самоотбрана
- Блок на Литвин